# Nuorese Calcio 1984-1985
Questa voce raccoglie le informazioni riguardanti  la Nuorese Calcio nelle competizioni ufficiali della stagione 1984-1985.

## Rosa
| N. |                   | Ruolo | Calciatore        |
| -- | ----------------- | ----- | ----------------- |
|    | Italia (bandiera) | D     | Giovanni Brundu   |
|    | Italia (bandiera) | A     | Giuseppe Canessa  |
|    | Italia (bandiera) | C     | Gianmario Coghene |
|    | Italia (bandiera) | C     | Paolo Demarcus    |
|    | Italia (bandiera) | D     | Emanuele Gabban   |
|    | Italia (bandiera) | A     | Joris Gasbarra    |
|    | Italia (bandiera) | A     | Emanuele Gattelli |
|    | Italia (bandiera) | A     | Lino Grassi       |
|    | Italia (bandiera) | D     | Costantino Idini  |
|    | Italia (bandiera) | C     | Giuseppe Leggieri |
|    | Italia (bandiera) | P     | Roberto Mazuzzi   |

| N. |                   | Ruolo | Calciatore           |
| -- | ----------------- | ----- | -------------------- |
|    | Italia (bandiera) | C     | Salvatore Mura       |
|    | Italia (bandiera) | D     | Luigi Natale         |
|    | Italia (bandiera) | C     | Gianfranco Palmisano |
|    | Italia (bandiera) | C     | Giuliano Perico      |
|    | Italia (bandiera) | C     | Virgilio Perra       |
|    | Italia (bandiera) | C     | Enrico Piras         |
|    | Italia (bandiera) | D     | Luciano Porru        |
|    | Italia (bandiera) | P     | Giammaria Ruiu       |
|    | Italia (bandiera) | D     | Luciano Serra        |
|    | Italia (bandiera) |       | Tanzi                |
|    | Italia (bandiera) | A     | Gianfranco Zola      |